# Feliks z Sewilli
Feliks z Sewilli – święty katolicki, męczennik.
Żyjący w Sewilli w III-IV wieku hiszpański diakon. Poniósł męczeńską śmierć w obronie wyznawanej religii w czasach prześladowań Dioklecjana.
Jego wspomnienie liturgiczne w Kościele katolickim obchodzone jest 2 maja.